# East Coker
East Coker is een civil parish in het bestuurlijke gebied South Somerset, in het Engelse graafschap Somerset met 1667 inwoners.

## Geboren
- William Dampier (1651-1715), piraat en ontdekkingsreiziger